# (10346) Triathlon
(10346) Triathlon es un asteroide perteneciente al cinturón de asteroides, descubierto el 2 de abril de 1992 por Carolyn Shoemaker y el también astrónomo David Levy desde el Observatorio del Monte Palomar, Estados Unidos.

## Designación y nombre
Designado provisionalmente como 1992 GA1. Fue nombrado por Burn Lake Triathlon, un club de triatlón. Fundado en Las Cruces (Nuevo México), en 1984, el equipo de relevos de Wendee Wallach-Levy, Laura Wright y Barbara Pardo ha ganado medallas cada año, incluidas 14 de oro. Laura también ha trabajado durante más de 30 años como voluntaria para la Cruz Roja Estadounidense.

## Características orbitales
Triathlon está situado a una distancia media del Sol de 2,357 ua, pudiendo alejarse hasta 2,847 ua y acercarse hasta 1,867 ua. Su excentricidad es 0,208 y la inclinación orbital 24,272 grados. Emplea 1321,79 días en completar una órbita alrededor del Sol.

## Características físicas
La magnitud absoluta de Triathlon es 14,33. Tiene 3,789 km de diámetro y su albedo se estima en 0,340.